# Sam Adekugbe
Samuel Ayomide "Sam" Adekugbe, född 16 januari 1995 i London, är en kanadensisk fotbollsspelare som spelar för Vancouver Whitecaps. Han har även representerat Kanadas fotbollslandslag.

## Karriär
Den 25 juli 2017 lånades Adekugbe ut till IFK Göteborg för resten av säsongen. Adekugbe debuterade i Allsvenskan den 30 juli 2017 i en 4–1-vinst över IFK Norrköping, där han blev inbytt i den 32:a minuten mot Martin Smedberg-Dalence.
Den 8 januari 2018 värvades Adekugbe av norska Vålerenga, där han skrev på ett fyraårskontrakt. Den 18 juni 2021 värvades Adekugbe av turkiska Hatayspor, där han skrev på ett treårskontrakt med start den 1 augusti. Den 17 februari 2023 lånades Adekugbe ut till Galatasaray på ett låneavtal över resten av säsongen 2022/2023.
Den 3 augusti 2023 återvände Adekugbe till Vancouver Whitecaps, där han skrev på ett 3,5-årskontrakt.